# Антонівка (Скадовський район)
Анто́нівка — селище в Україні, у Скадовській міській громаді Скадовського району Херсонської області. Населення становить 1980 осіб. 

## Історія
Село Антонівка було засновано в 1817 році.
Відповідно до Розпорядження Кабінету Міністрів України від 12 червня 2020 року № 726-р «Про визначення адміністративних центрів та затвердження територій територіальних громад Херсонської області» увійшло до складу Скадовської міської громади.
24 лютого 2022 року селище тимчасово окуповане російськими військами під час російсько-української війни.

## Населення
Згідно з переписом УРСР 1989 року чисельність наявного населення селища становила 2053 особи, з яких 995 чоловіків та 1058 жінок.
За переписом населення України 2001 року в селищі мешкало 1980 осіб.

### Мовний склад
Рідна мова населення за даними перепису 2001 року:
| Мова            | Кількість | Відсоток |
| --------------- | --------- | -------- |
| українська      | 1697      | 85.71%   |
| російська       | 275       | 13.89%   |
| білоруська      | 3         | 0.15%    |
| румунська       | 3         | 0.15%    |
| інші/не вказали | 2         | 0.10%    |
| Усього          | 1980      | 100%     |

## Цікаві факти
Книга рекордів України у 2016 році зафіксувала унікальне творіння херсонських аграріїв — гігантський герб, посіяний з чорного рису на полі. Про це повідомляє пресслужба Херсонської ОДА.
«У селі Антонівка Скадовського району приїхали експерти Національного реєстру рекордів для фіксації нового рекорду Херсонщини — гігантського тризуба, який серед поля посіяли чорним рисом селекціонери Інституту рису Національної академії аграрних наук України», — йдеться в повідомленні. Зображення тризуба, довжина якого 24,7 метра, ширина — 16,4 метра, можна побачити навіть з космосу. Рекорд встановлений в категорії «Наука і технологія» в номінації «Найбільший герб України, створений і посіяний рисом з чорним листям».

## Постаті
- Олійник Анатолій Анатолійович (1992—2014) — сержант Збройних сил України, учасник російсько-української війни[8].